# 린자오인
린자오인(중국어 정체자: 林昭印, 병음: Lín Zhāoyìn, 한자음: 임소인, 1987년 5월 19일 ~ )은 중화민국의 정치인으로, 대만민중당 타오위안시당 본부의 부주석, 현재 대만민중당 조직발전부 부주임이다.

## 학력
- 다퉁 대학 정보 관리 학사

## 같이 보기
- 대만민중당